# صوفيا كفاتسابايا
صوفيا كفاتسابايا مواليد 18 يوليو 1988 في تبليسي، الاتحاد السوفيتي، هي لاعبة كرة مضرب وتحتل حالياً المرتبة 425 (29 فبراير 2016) في تصنيف رابطة محترفات كرة المضرب. أعلى تصنيف لها في الفردي كان 362. أعلى تصنيف لها في الزوجي كان 257.

## النهائيات

### الفردي
| الحصيلة | الرقم | التاريخ        | الدورة          | الأرضية | المنافس           | النتيجة  |
| ------- | ----- | -------------- | --------------- | ------- | ----------------- | -------- |
| الوصافة | 1.    | 18 أبريل 2011  | قرشي، أوزبكستان | صلبة    | إيكاترينا ياشنا   | 2–6, 3–6 |
| الفوز   | 1.    | 2 مايو 2011    | إسطنبول، تركيا  | صلبة    | كسينيا ميليفسكايا | 6–2, 6–1 |
| الوصافة | 2.    | 12 سبتمبر 2011 | تبليسي، جورجيا  | ترابية  | تاتيا ميكادزي     | 0–6, 2–6 |

## روابط خارجية
- صوفيا كفاتسابايا على موقع رابطة محترفات التنس (الإنجليزية)
- صوفيا كفاتسابايا على موقع الاتحاد الدولي لكرة المضرب (الإنجليزية)
- صوفيا كفاتسابايا على موقع كأس بيلي جين كينغ (الإنجليزية)
- صوفيا كفاتسابايا على موقع خلاصة التنس.كوم (الإنجليزية)